# Koenraad I van Beieren
Koenraad I van Beieren ook bekend als Kuno of Cuno en ook Koenraad van Zutphen genoemd (circa 1020 - 5 december 1055) was van 1049 tot 1053 hertog van Beieren. Hij behoorde tot het huis Ezzonen.

## Levensloop
Koenraad I was de oudste zoon van Liudolf van Brauweiler, graaf van Zutphen, en diens gemalin Mathilde van Zutphen, dochter van Otto I van Zutphen.
In oktober 1047 overleed hertog Hendrik VII van Beieren uit het huis Ardennen zonder nakomelingen na te laten. Nadat de functie achttien maand vacant was, kreeg Koenraad op 2 februari 1049 door keizer Hendrik III van het Heilige Roomse Rijk het hertogdom toegewezen. 
Omdat keizer Hendrik III kinderloos was, werd Koenraad ook aanzien als diens opvolger. Hij was echter niet de keus van de Beierse adel, maar er werd verwacht dat Koenraad het hertogdom dichter bij de Heilige Roomse troon zou brengen. Dit mislukte echter omdat Koenraad tegen de wil van keizer Hendrik III met Judith van Schweinfurt huwde, dochter van hertog Otto III van Zwaben.
Koenraad probeerde zijn macht in het hertogdom Beieren ook te vergroten, wat hem in conflict bracht met de bisschop van Regensburg. Uiteindelijk werd Koenraad I eind 1052 tijdens de rijksdag van Merseburg afgezet als hertog van Beieren en begin 1053 vervangen door de latere keizer Hendrik IV, de onverwacht geboren zoon van keizer Hendrik III. Koenraad was zeer ontevreden over zijn afzetting en keerde terug naar Beieren om te rebelleren tegen keizer Hendrik III. Hierbij kreeg hij onder meer de steun van hertog Welf van Karinthië en koning Andreas I van Hongarije. 
Nadat zijn samenzwering om keizer Hendrik III proberen te vermoorden en zelf de troon te bestijgen ontdekt werd, werd Koenraad verbannen en in 1055 stierf hij in ballingschap. In 1063 werd zijn stoffelijk overschot begraven in de Maria ad Graduskerk van Keulen.